# Урош I Вукановић
Урош I (око 1084/1085 — око 1144/1145) био је велики жупан Србије из династије Вукановића. Владао је у првој половини 12. века, од око 1112. до око 1144/1145. године.

## Име
Велики жупан Урош I био је први познати српски владар тог имена, које су од Вукановића касније преузели и Немањићи. Новија лингвистичка истраживања показала су да је име Урош далматороманског порекла. Тиме су питање доведене претпоставке ранијих истраживача, који су веровали да је име мађарског порекла, из чега су изводили и додатне претпоставке о наводном мађарском пореклу мајке великог жупана Уроша I.

## Биографија
Историјски извори који сведоче о животу великог жупана Уроша I деле се на оне који су настали у временима која су блиска његовој владавини и оне који су настали знатно доцније. У прву скупину спадају поједини извори византијског и угарског порекла, док главни извор из друге скупине представља позни Летопис попа Дукљанина. Византијски извори сведоче да је Урош око 1094. године синовац тадашњег великог жупана Вукана послат из Србије у Цариград, као талац. Касније се вратио у Србију, дошавши на великожупански престол након Вуканове смрти око 1112-1114. године. Урошева владавина била је обележена супарништвом између суседних сила, Византије и Угарске. Урош је у почетку био против Византије, што је довело до рата и пораза током 1127-1128. године, чиме је утврђена византијска врховна власт над Србијом. Своју кћер Јелену удао је за угарског краљевића Белу, потоњег угарског краља, а другу кћер Марију за Конрада од Знојма. Тада је Србија развијала добре односе са Угарском, иако је била вазална држава Византије. Умро је око 1144/1145. године, а наследио га је један од синова - Урош II Вукановић.

## Младост
Српски велики жупан Урош I био је синовац великог жупана Вукана, који је владао Србијом крајем 11. и почетком 12. века. Према позном летопису попа Дукљанина, краљ Бодин је око 1083-1084. године поставио Вукана за једног од својих намесника у загорским областима Србије, поверивши му заједно са жупаном Марком управу у крајевима Рашке. Сам Урош се први пут помиње у историјским изворима у Алексијади  Ане Комнине, у опису похода који је византијски цар Алексије I Комнин предузео против Срба током 1093-1094. године. Када је царска војска заузела Липљан, велики жупан Вукан је цару Алексију послао преговараче, нудећи таоце и заклетву да ће убудуће поштовати споразуме. Међу двадесетак угледних талаца, рођака и жупана, који су том приликом предати византијском цару била су два Вуканова синовца Урош и Стефан Вукан. Није познато колико дуго су Урош и његови сапутници провели времена под византијском присмотром.
Поједини истраживачи су претпостављали да је жупан Марко био брат великог жупана Вукана, а тиме и отац Уроша. Такође су претпостављали да је Марко управљао северним областима српске државе, на границама према суседној Угарској, која је крајем 11. века вршила снажне продоре према јужнословенским земљама, а првенствено према Хрватској и Далмацији. Полазећи од претпоставке да је Марко био Урошев отац и уверења да је име Урош било мађарског порекла, поједини истраживачи су такође претпостављали да је Марко био у добрим односима са Угарском, те да му је и жена била угарског порекла. Те претпоставке биле су заснова на страијим тумачењима, по којима је име „Урош” потицало од мађарског ur - у значењу principes, преносно dominus, уз српски завршетак -ош (нпр. у именима Вујош, Милош, Драгош), а у латинском као Urosius, Uroscius или Uron. Име се помиње и из угарских повеља из 13. и 14. века. Претпостављени Марков брак са неком угарском племкињом био би склопљен око 1084/1085. године из чега је изведена претпоставка да је Урош имао 10 година када је 1094. године одведен у Цариград.
Све претпоставке о наводном мађарском пореклу имена Урош и наводном угарском пореклу његове мајке доведене су у питање новијим лингвистичким истраживањима која су показала да је име Урош романског порекла, са ширег простора у далматиснком залеђу.

## Владавина

### Прва владавина
Када је умро велики жупан Вукан, вероватно око 1112. године, престо је требало да наследи Завида, који је исто као и свој отац био ослоњен на Византију, али се у наслеђе вероватно умешао Урошев отац Марко, који је вероватно имао подршку Угарске, тако да је вероватно Завида отеран у Горњу Зету, Рибницу, где је 1113. године рођен оснивач династије Немањића, Стефан Немања. Уколико је Ђорђе затекао Уроша I 1114. године, а Стефан Немања се родио у Рибнице 1113. године, то значи да је то вероватно близу година почетка његове владавине. То би могло да буде само после Вуканове смрти, када је Владимир био отрован (умро отрован у Скадру 1111. године). Урошев долазак на власт би могао да буде у првој половини 1112. године. Урош I је уживао у помоћи Угарске и Ђорђа. У суштини су се око престола отимале две струје, провизантијска и проугарска. Уколико је жупан Марко из угарских повеља 1111. и 1124. године истоветан са оцем Уроша I и Стефана Вукана, онда је индикативно да га нема међу жупанима сведоцима на повељи из 1113. године. Мало је вероватно да је боравио у Рашкој да би одржао власт Уроша I. У борбама на Дунаву сведочи податак о жупану Келедину у борбама са Ромејима код тврђаве Храм 1129. године. То је исти онај Гледин (Келедин), који се јавља у угарским повељама из 1111. и 1124. године заједно са жупаном Марком.
Слично је задесило и Дукљу, где је Владимира отровала Бодинова тада удовица Јаквинта 1111. године. Тада се у Дукљи учврстио Бодинов син Ђорђе, који је имао лоше односе са Византијом, која је подржавала другу дукљанску династију, која је потицала од Бранислава, Радославовог сина, који је био брат дукљанског краља Михаила I Војислављевића. Године 1113/1114. су византијске снаге заузеле Скадар, па је дукљански владар Ђорђе нашао уточиште у Рашкој, код Уроша I.
Ђорђе је био под заштитом Уроша током седам година (1113/1114 — 1120/1121). За то време је у Дукљи владао византијски штићеник Грубеша, у исто време између краја владавине Алексија I и почетка владавина његовог сина Јована Комнина (1118—1143) је Византија решавала проблеме на Истоку, па Византија вероватно на Урошево тихо и насилно преузимање власти није реаговала, вероватно није сметало цариградској влади.
Године 1120/1121. је Ђорђе уз помоћ Уроша I повратио Дукљу и убио дукљанског владара Грубешу код Бара, па опет Византија није реаговала, јер је и даље била заузета на Истоку. За то време је Ђорђе сређивао односе своје владарске куће. Успео је да се помири са двојицом браће од стрица, Драгихном и Драгилом, док трећег брата Градихну није успео да приволи да се врати у Дукљу. У једном тренутку, када је дошло до промене престола, Градихна се склонио у Рашку и тамо се оженио Завидовом ћерком и са њом је имао три сина: Радослава, Владимира и Јована. Вероватно је између 1123. и 1125. године дошло на промени престола власти. Ђорђе је по преузимању власти Драгихни и Драгилу дао Зету, где се налазио Завида.
Поп Дукљанин пише да је после одласка Ђорђа већ око 1124. године Драгило за Ђорђев рачун напао Подгорје, што вероватно значи да у том тренутку више није владао Урош. Нешто мало касније, године 1126/1127. је сам Ђорђе провалио у Рашку и ту је затекао Уроша у тамници, у коју су га бацили његови сродници. Градихна је успео да побегне у Захумље, а потом у Драч, где се придружио коалицији против Ђорђа, која је издашно била помогана од Византије. Ђорђе је вратио Уроша на престо и вратио се у Дукљу.

#### Живковићева хипотеза о престолу
Поставља се питање ко је збацио Уроша I са власти. Живковић мисли да је вероватно учествовао у овоме Градихна, иако га Поп Дукљанин не помиње као узурпатора. Требало би обратити пажњу на имена деца Градихниног брата Драгихне - Првослав, Срацимир, Немања и Грубеша. Две имена, Срацимир и Немања јављају се и код Завидових синова. Мисли да ово није случајност и да показује одређену блискост између Градихне и његове браће са Завидом. Вероватно се Градихна оженио Завидовом ћерком. Мисли да су Градихна, Завида и Драгихна припадала истој генерацији осамдесетих година 11. века, управо као и Урош, па би ово породична веза могла да се успостави браком Завидове ћерке и Градихне.

### Друга владавина
Урошева друга владавина вероватно почиње око 1126/1127. године. Изгледа да су Завиду напали са две стране, Угри Стефана II су са једне стране заробили Завиду. На власти су се одржали Завидови синови које је после Ђорђе збацио са власти и поставио Уроша. Алмош, слепи стриц угарског краља Стефана II (1116 — 1131) је побегао на царску територију и Јован II Комнин је одбио да га изручи. Након размењених увреда, Стефан је 1127. заузео и разрушио византијски Београд и Браничево, и кренуо је на југ, после чега је отпочео отворени рат са царством. Цар је вештом стратегијом истерао Мађаре, где је однео и велики победу код Браничева, али са доста неприлика, али су Ромеји због великих губитака морали 1129. године да прекину ратовање. Урош је већ на почетку своје друге владавине напао 1127. године Византију и освојио и разорио пограничну тврђаву Рас, а цар је заповедника Критоплу, који је побегао са места, натерао да кроз Цариград иде на магарцу окренут наопако и то у женском оделу. Византија је одмах почела да интервенише и натерала је Уроша I на мир. Српски заробљеници су се населили у околини Никомедије, у Малој Азији. У то време је дошао рат између Угара и Византије, који је трајао две године. Према мировном споразуму 1127/1128. године, Урош I је морао да војно помаже Византији. Из тога се може закључити да је слао 2000 помоћних војника на Запад и 300 на Исток. Подаци о тим обавезама помињу се нешто касније, у вези са проширеним вазалским обавезама великог жупана Уроша II према Византији 1150. године.
Урош је морао да крене у рат против свог некадашњег савезника Ђорђа, јер је постао византијски вазал 1127/1128. године. После низа мањих сукоба је Ђорђе био ухваћен у граду Котор, који му је једини преостао, а Алексије Контостефан га је послао у цариградску тамницу, где је и умро. Уз вероватну сагласност Византије, престо је наследио Градихна и ту је владао једанаест година. Од тада је у Дукљи коначно завладао мир. После смрти Градихне, однос снага између дукљанских владара на једној и великих жупана на другој страни превагнуо је у корист других. Највећу ударац за Дукљу је био када је Травунија предати Деси, сину Уроша I око 1144/1145. године. Осим тога су изгубљене и плодне жупе у Горњој Зети, близу Подгорице, што је био исто велики ударац. Дукљанском владару су преостали само приморски градови и територије између Скадра и Котора. У том тренутку се види да Дукља губи превласт и да почиње да се бори за опстанак.
Када су Византија и Угарска потписала мир на једном дунавском острву 1129. године, завладала је тишина на Балкану, све до краја године или почетка наредне године, када је Урош I урадио једну занимљиву дипломатску акцију. Те године је своју кћер удао за Белу, сина Алмошевог (брат Коломанов) и братучеда угарског краља Стефана II. Према познатом угарском писцу Бонфинију (15. век) и Бечкој илустрованој хроници је угарски краљ Стефан II остао без наследника, тако да је морао нешто да предузме. Из тог разлога је он писао Урошу, „царском комесу Македонију”, предлог да уда своју кћер за Алмошевог сина слепог Белу. Алмош је био добар византијски савезник, чак је и добио један град на управу. Умро је 1127. године у Македонији, чак је и име био променио у Константин. На склапање брака није утицала политичка препрека, јер су Византија и Угарска склопиле мир, а и вероватно је Бела исто могући носилац византијске политике. Тиме је Урош I обезбедио један важан политички ослонац у Угарској своме потомству.
Област Раме која се налазила као најистуренија жупа у Подгорју је највероватније Урош I дао као мираз уз своју кћер Јелену. Од тада се у угарској титули налази и „Раме”. Највероватније је то урадио, јер је босански бан тада хтео да прошири своје територије. Предајући Раму је тако Урош I заштитио своје границе.

### Крај владавине
Крај владавине Уроша I је непознат. Познато је да је његов син Урош II прихватио 1150. године да шаље још више помоћних трупа Византији на Истоку. Такође је познато да је 1146. године Манојло Комнин ратовао против султана Масуда, па би Урош II тада први пут послао својих помоћних 300 војника цару. Поп Дукљанин наводи да је Радослав отишао код новог византијског цара да му потврди власт, највероватније 1143. године када је Манојло и постао цар. После тога су се побунили неки његови стари непријатељи и довели су Десу у Травунију и Зету (Дукљу), па је вероватно Урош II тада и даље био велики жупан. Тако да би се могло рећи да је Урош I владао до око 1144/1145. године.

## Породица
Урош I је имао две ћерке и три сина. Од синова је имао најстаријег Уроша II, затим Белоша и најмлађег Десу. Урошева ћерка Јелена била је угарска карљица, док је друга ћерка Марија била удата (око 1134. године) за чешког војводу Конрада од Знојма.
Иако се Урошева супруга не помиње у изворима из тог времена, на њу се односе белешке потоњег италијанског хроничара Пјетра Ранцана, који је за време службе на угарском двору од 1488. до 1490. године саставио дело под називом "Epitome rerum Hungarorum", у коме је поменуто да је неименована мајка угарске краљице Јелене, супруге краља Беле II (1131-1141), била сестричина неименованог византијског цара.
Име Урошеве супруге (Ана) забележено је тек у неким позним српским родословима, где се помиње као супруга Беле Уроша, који се у историографији препознаје као велики жупан Урош I. У тим родословима се наводи да је Ана била ћерка француског краља, али тај навод није прихваћен у историографији.
Према претпоставки неких потоњих генеалога, Урошева супруга је била Ана Диогениса, ћерка Константина Диогена и Теодоре Комнине, која је била сестра цара Алексија I. Пошто за претпоставку о Анином пореклу из породице Диогена не постоји непосредна потврда у изворима, питање о идентитету Урошеве супруге се у науци и даље сматра отвореним.

## Извори и литература
Извори
- Калић, Јованка; Радошевић-Максимовић, Нинослава (1971а). „Јован Кинам”. Византијски извори за историју народа Југославије. 4. Београд: Византолошки институт. стр. 1—105.
- Калић, Јованка; Радошевић-Максимовић, Нинослава (1971б). „Никита Хонијат”. Византијски извори за историју народа Југославије. 4. Београд: Византолошки институт. стр. 107—171.
- Крекић, Бариша (1966). „Ана Комнина”. Византијски извори за историју народа Југославије. 3. Београд: Византолошки институт. стр. 367—394.
- Kulcsár, Petrus, ур. (1977). Pietro Ranzano: Epithoma rerum Hungararum id est annalium omnium temporum, liber primus et sexagesimus. Budapest: Akadémiai Kiadó.
- Кунчер, Драгана (2009). Gesta Regum Sclavorum. 1. Београд-Никшић: Историјски институт, Манастир Острог.
- Мијушковић, Славко, ур. (1988) [1967]. Љетопис попа Дукљанина (2. изд.). Београд: Просвета & Српска књижевна задруга.
- Mošin, Vladimir, ур. (1950). Ljetopis popa Dukljanina. Zagreb: Matica hrvatska.
- Стојановић, Љубомир (1883). „Српски родослови и летописи”. Гласник Српског ученог друштва. 53: 1—160.
- Стојановић, Љубомир (1927). Стари српски родослови и летописи (PDF). Зборник за историју, језик и књижевност српског народа: Прво одељење. 16. Београд: Српска краљевска академија.
- Шишић, Фердо, ур. (1928). Летопис Попа Дукљанина. Београд-Загреб: Српска краљевска академија.

Литература
- Благојевић, Милош; Медаковић, Дејан (2000). Историја српске државности. 1. Нови Сад: Огранак САНУ.
- Vajay, Szabolcs (1979). „Byzantinische Prinzessinnen in Ungarn” (PDF). Ungarn-Jahrbuch. 10: 15—28.
- Вељковић, Жарко (2009). „Српско име Урош из далматског врела” (PDF). Прилози за књижевност, језик, историју и фолклор. 74 (2008): 63—94. Архивирано из оригинала 13. 03. 2020. г. Приступљено 07. 06. 2024.
- Веселиновић, Андрија; Љушић, Радош (2001). Српске династије (1. изд.). Нови Сад: Платонеум.
- Engel, Johann Christian (1801). Geschichte des Ungrischen Reichs und seiner Nebenländer, III: Geschichte von Serwien und Bosnien. Halle: Gebauer.
- Живковић, Тибор (2004). „Рама у титулатури угарских краљева”. Зборник радова Византолошког института. 41: 153—164.
- Живковић, Тибор (2005). „Једна хипотеза о пореклу великог жупана Уроша I” (PDF). Историјски часопис. 52: 9—22. Архивирано из оригинала 19. 03. 2022. г. Приступљено 01. 03. 2025.
- Живковић, Тибор (2006а). Портрети српских владара (IX-XII век). Београд: Завод за уџбенике и наставна средства.
- Живковић, Тибор (2006б). „Дукља између Рашке и Византије у првој половини XII века”. Зборник радова Византолошког института. 43: 451—466.
- Живковић, Тибор (2009). Gesta Regum Sclavorum. 2. Београд-Никшић: Историјски институт, Манастир Острог.
- Калић, Јованка (1970). „Рашки велики жупан Урош II”. Зборник радова Византолошког института. 12: 21—39.
- Калић, Јованка (1981). „Српски велики жупани у борби с Византијом”. Историја српског народа. 1. Београд: Српска књижевна задруга. стр. 197—211.
- Калић, Јованка (1986). „Кнегиња Марија”. Зограф: Часопис за средњовековну уметност. 17: 21—35.
- Калић, Јованка (1997). „Жупан Белош”. Зборник радова Византолошког института. 36: 63—81.
- Калић, Јованка (1998). „Европа и Срби у XII веку”. Глас САНУ. 384 (10): 95—108.
- Kalić, Jovanka (2016). „Grand Župan Uroš II of Rascia”. Balcanica. 47: 75—96.
- Ковачевић, Љубомир (1900). „Неколика питања о Стефану Немањи: Прилог критици извора за српску историју ХII. века”. Глас СКА. 58: 1—108.
- Ћирковић, Сима (1995). Срби у средњем веку. Београд: Идеа.
- Ћирковић, Сима (2004). Срби међу европским народима. Београд: Equilibrium.
- Farkas, Csaba (2016). „A basileus unokahúga” (PDF). Fons: Forráskutatás és Történeti Segédtudományok. 23: 87—118.